# Hayder Palacio
Hayder Palacio (Barranquilla, Atlántico, Colombia; 22 de julio de 1979) es un exfutbolista colombiano que jugaba como lateral derecho.
Es el segundo futbolista que más partidos disputó en el Atlético Junior después de Dulio Miranda.

## Trayectoria
Comenzó su carrera profesional en el Deportivo Cali en el 1997 pero fue el Deportivo Unicosta que se dio a conocer en este equipo tuvo un paso glorioso, siendo convocado a selección Colombia en varias ocasiones. También con Junior conquistó 3 subcampeonatos colombianos (2000 2003-I 2009-I) y 2 campeonatos colombianos (2004-II y 2010-I). También ganó torneos amistosos como la Copa Cotton USA (2004) en honor al fallecido Andrés Escobar.
Luego fue traspasado al Deportivo Cali en el 2007, pero no rindió como esperaban por lo que regresó a Junior en 2008. Después de su paso por el Cali su rendimiento bajó mucho pero luego de un tiempo considerable recuperó su forma.
A comienzos de 2011 se confirma que no jugará más en el Junior de Barranquilla y se sumará al Cúcuta Deportivo el 24 de enero de 2011. A final del año, con el término de su contrato, se marcha del Cúcuta para jugar en la temporada 2012 con el Real Cartagena.

## Selección nacional
Fue intencional con la selección de Colombia entre 2002 y 2007, Jugó varios partidos con la Selección de fútbol de Colombia pero casi nunca fue titular. Entre sus participaciones se destaca su convocatoria en la Copa América 2004 celebrada en Perú, jugando un partido. También fue convocado para algunos encuentros de las Eliminatorias al Mundial de Alemania 2006 y también participó en la Copa Oro 2005.

### Participaciones enCopas América
| Torneo            | Sede | Resultado    | PJ | GA | Asis |
| ----------------- | ---- | ------------ | -- | -- | ---- |
| Copa América 2004 | Perú | Cuarto lugar | 1  | 0  | 0    |

### Participaciones enEliminatorias al Mundial
| Eliminatoria                           | Sede del Mundial | Posición      | Resultado | PJ | GA | Asis |
| -------------------------------------- | ---------------- | ------------- | --------- | -- | -- | ---- |
| Eliminatorias Mundial de Alemania 2006 | Alemania         | 6°lugar 24pts | Eliminado | 3  | 0  | 1    |

### Participaciones enCopa de Oro de la Concacaf
| Torneo        | Sede           | Resultado   | PJ | GA | Asis |
| ------------- | -------------- | ----------- | -- | -- | ---- |
| Copa Oro 2005 | Estados Unidos | Semifinales | 1  | 0  | 0    |

## Clubes
| Club                | País                | Año                 | Partidos | Goles |
| ------------------- | ------------------- | ------------------- | -------- | ----- |
| Deportivo Cali      | Colombia            | 1997                | 3        | 0     |
| Deportivo Unicosta  | Colombia            | 1998                | 15       | 0     |
| Atlético Junior     | Colombia            | 1999-2006           | 368      | 39    |
| Deportivo Cali      | Colombia            | 2007                | 36       | 2     |
| Atlético Junior     | Colombia            | 2008-2010           | 104      | 14    |
| Cúcuta Deportivo    | Colombia            | 2011                | 33       | 2     |
| Real Cartagena      | Colombia            | 2012                | 31       | 3     |
| Total en su carrera | Total en su carrera | Total en su carrera | 558      | 60    |

## Palmarés

### Campeonatos nacionales
| Título              | Club            | País     | Año  |
| ------------------- | --------------- | -------- | ---- |
| Torneo Finalización | Atlético Junior | Colombia | 2004 |
| Torneo Apertura     | Atlético Junior | Colombia | 2010 |